# سورنتو (فلوریدا)
سورنتو (به انگلیسی: Sorrento) یک منطقهٔ مسکونی در ایالات متحده آمریکا است که در شهرستان لیک، فلوریدا واقع شده‌است. سورنتو ۳٫۴ کیلومتر مربع مساحت و ۷۶۵ نفر جمعیت دارد و ۲۱ متر بالاتر از سطح دریا واقع شده‌است.